# Krugiodendron
Krugiodendron es un género de plantas de la familia Rhamnaceae. Se encuentra en el Caribe.

## Taxonomía
Krugiodendron fue descrito por Ignatz Urban y publicado en Symbolae Antillanae seu Fundamenta Florae Indiae Occidentalis 3(2): 313-315, en el año 1902. La especie tipo es: Krugiodendron ferreum (Vahl) Urb. 

## Especies
- Krugiodendron acuminatum J.A.González & Poveda
- Krugiodendron ferreum (Vahl) Urb.